# Valter Neves
Valter Neves est un joueur international portugais de rink hockey né le 12 août 1983. Il évolue, en 2015, au sein du SL Benfica.

## Palmarès
En 2015, il participe au championnat du monde de rink hockey en France.